# Dictya
Dictya is een vliegengeslacht uit de familie van de slakkendoders (Sciomyzidae).

## Soorten
- D. adjuncta Valley, 1977
- D. atlantica Steyskal, 1954
- D. borealis Curran, 1932
- D. brimleyi Steyskal, 1954
- D. caliente Orth, 1991
- D. disjuncta Orth, 1991
- D. expansa Steyskal, 1938
- D. floridensis Steyskal, 1954
- D. fontinalis Fisher and Orth, 1969
- D. gaigei Steyskal, 1938
- D. hudsonica Steyskal, 1954
- D. incisa Curran, 1932
- D. laurentiana Steyskal, 1954
- D. lobifera Curran, 1932
- D. matthewsi Steyskal, 1960
- D. montana Steyskal, 1954
- D. orion Orth, 1991
- D. oxybeles Steyskal, 1960
- D. pechumani Valley, 1977

- D. pictipes (Loew, 1859)
- D. praecipua Orth, 1991
- D. ptyarion Steyskal, 1954
- D. sabroskyi Steyskal, 1938
- D. steyskali Valley, 1977
- D. stricta Steyskal, 1938
- D. texensis Curran, 1932
- D. umbrarum (Linnaeus, 1758)
- D. umbroides Curran, 1932
- D. zacki Orth and Fisher, 1983